# Kozlovský hřbet
Kozlovský hřbet je geomorfologický okrsek v západní části Českotřebovské vrchoviny, ležící v okrese Rychnov nad Kněžnou v Královéhradeckém kraji a v okresech Ústí nad Orlicí a Svitavy v Pardubickém kraji.

## Poloha a sídla

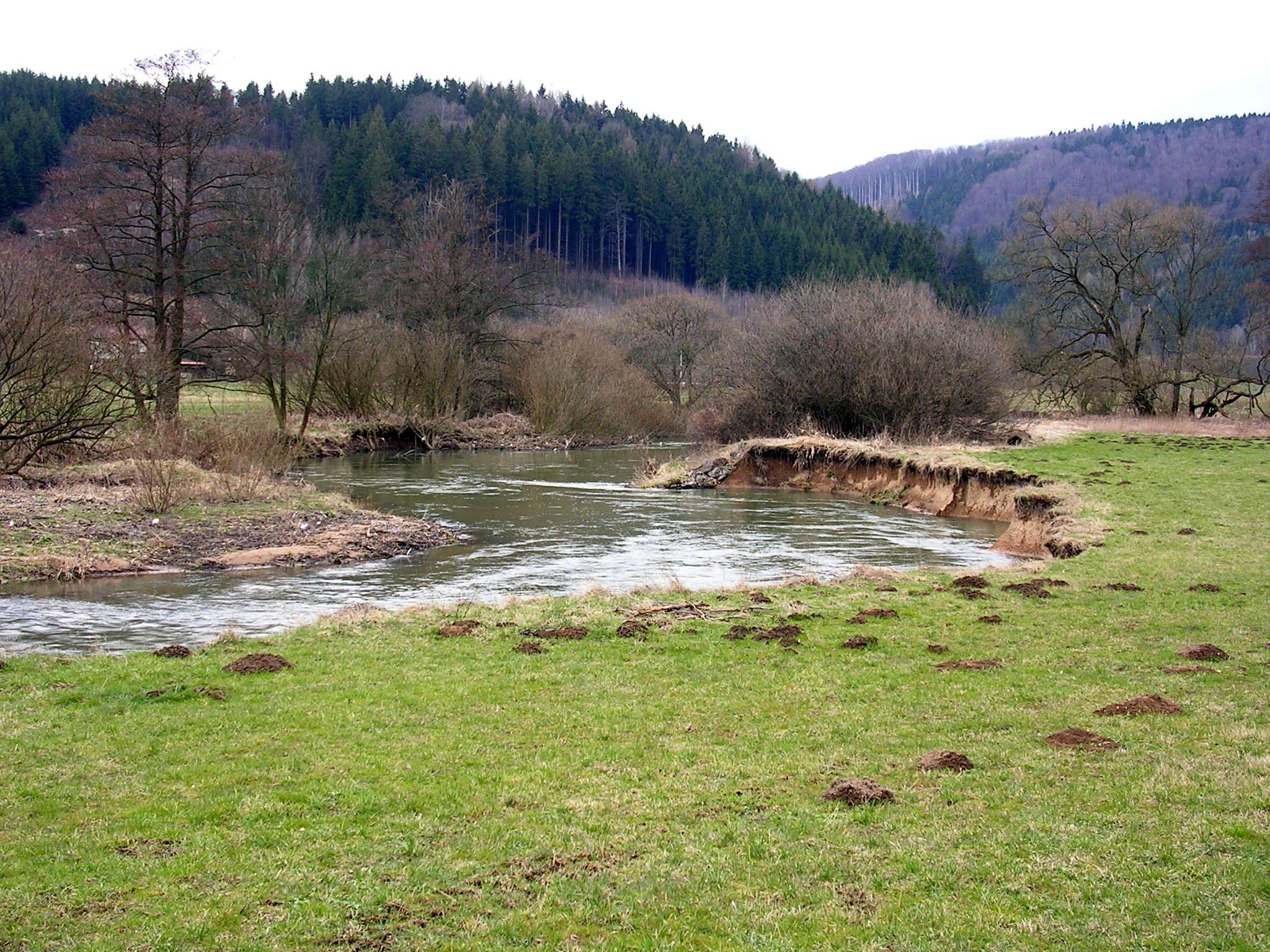
Tichá Orlice u osady Klopoty, vrch Roveň

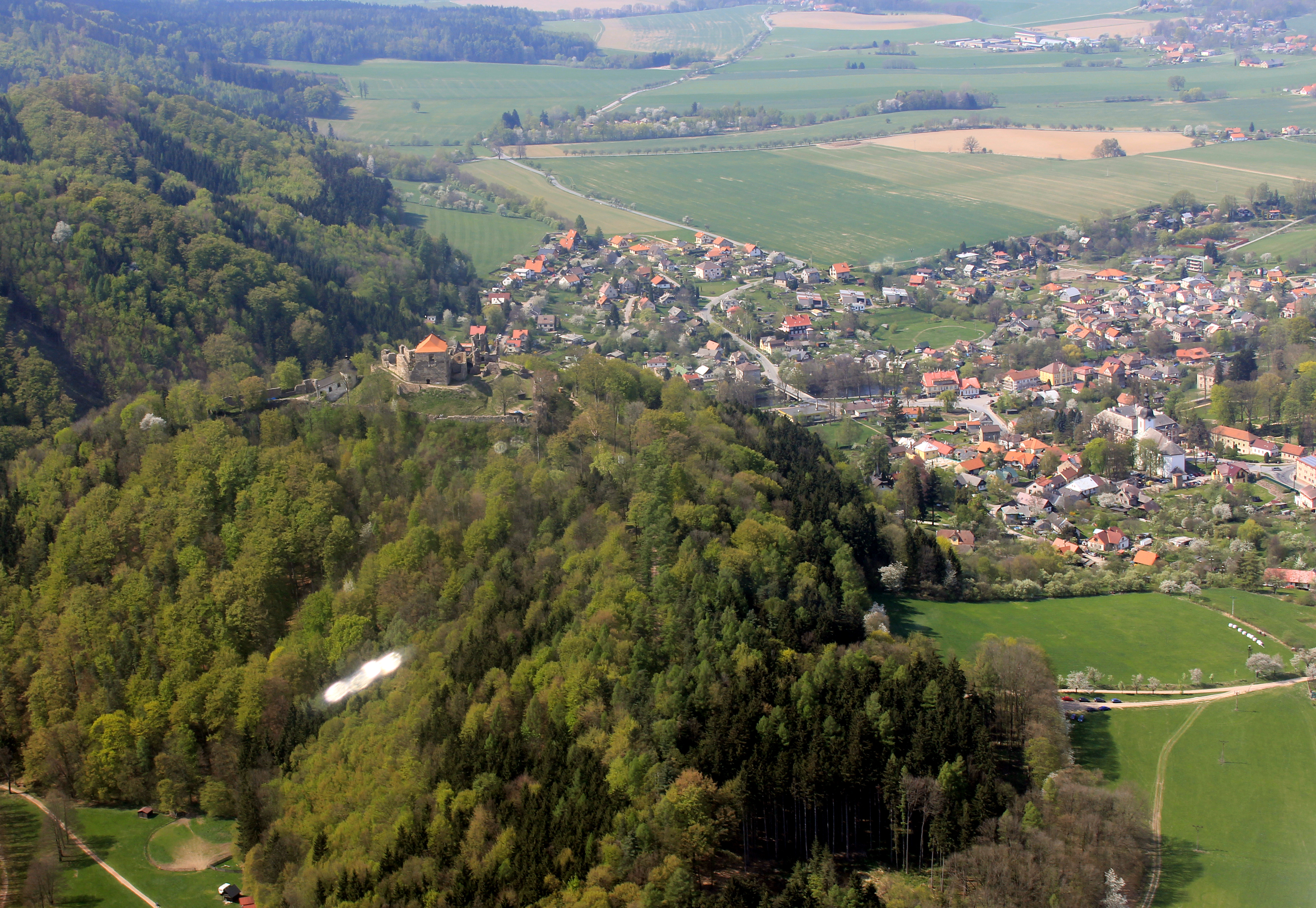
Letecký pohled na obec, kopec a hrad Potštejn na okraji Kozlovského hřbetu

Území okrsku se nachází zhruba mezi sídly Kostelec nad Orlicí (na severu), Choceň, Litomyšl a Polička (na západě), Ústí nad Orlicí, Česká Třebová a Svitavy (na východě) a Olešnice (na jihu). Uvnitř okrsku leží z větších sídel město Brandýs nad Orlicí, větší obce Radiměř, Vendolí, Řetová, Rohozná, částečně obec Sloupnice.

## Geomorfologické členění
Okrsek Kozlovský hřbet (dle značení Jaromíra Demka VIC–3A–3) geomorfologicky náleží do celku Svitavská pahorkatina a podcelku Českotřebovská vrchovina.
Podle alternativního členění Balatky a Kalvody se Kozlovský hřbet dále člení na podokrsky (směrem ze severu na jih): Potštejnský hřbet, Brandýský hřbet, Řetovský hřbet, Semanínský hřbet, Mikulečský hřbet a Stašovský hřbet.
Hřbet sousedí s dalšími okrsky Svitavské pahorkatiny: Ústecká brázda na východě, Litomyšlský úval a Poličská tabule na západě. Dále sousedí s celky Orlická tabule na severu a severozápadě a Hornosvratecká vrchovina na jihu.

## Významné vrcholy

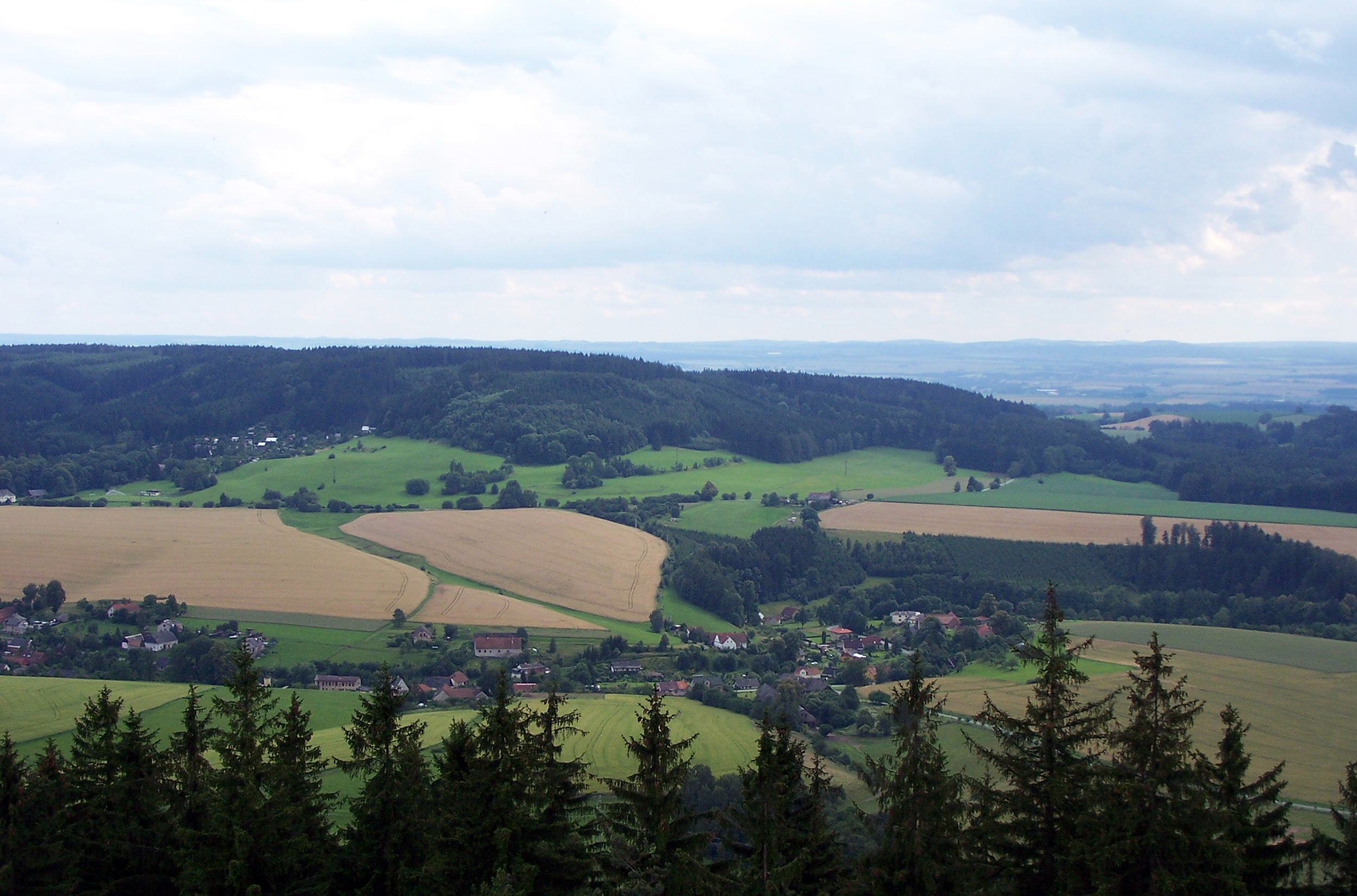
Obec Řetůvka a Řetovský hřbet z rozhledny Andrlův chlum

Nejvyšším bodem Kozlovského hřbetu, potažmo celé Svitavské pahorkatiny, je Baldský vrch (693 m n. m.).
| název vrcholu        | výška (m n. m.) | podřazená jednotka |
| -------------------- | --------------- | ------------------ |
| Baldský vrch         | 693             | Stašovský hřbet    |
| Drašarov             | 687             | Stašovský hřbet    |
| Sahara               | 685             | Stašovský hřbet    |
| Poličský vrch        | 672             | Stašovský hřbet    |
| Na drahách           | 649             | Stašovský hřbet    |
| Kozlovský kopec      | 604             | Semanínský hřbet   |
| Nad Zlatou studánkou | 604             | Semanínský hřbet   |
| Na stráni            | 586             | Mikulečský hřbet   |
| Sněžník              | 569             | Mikulečský hřbet   |
| Javorník             | 562             | Řetovský hřbet     |
| Andrlův chlum        | 560             | Řetovský hřbet     |
| Řetová               | 559             | Brandýský hřbet    |
| Kozlovec             | 554             | Řetovský hřbet     |
| Kapraď               | 529             | Potštejnský hřbet  |
| Podhořín             | 529             | Řetovský hřbet     |
| Vilámovský kopec     | 510             | Brandýský hřbet    |
| Lysina               | 507             | Brandýský hřbet    |
| Zátvor               | 496             | Řetovský hřbet     |
| Velešov              | 470             | Potštejnský hřbet  |
| Kastel               | 445             | Potštejnský hřbet  |
| Potštejn             | 444             | Potštejnský hřbet  |
| Hůra                 | 428             | Řetovský hřbet     |
| Homolka              | 400             | Potštejnský hřbet  |
| Homole               | 393             | Brandýský hřbet    |
| Roveň                | 378             | Řetovský hřbet     |
| Chlum                | 366             | Brandýský hřbet    |